# Siemion Zacharow
Siemion Jegorowicz Zacharow (ros. Семён Егорович Захаров, ur. 23 stycznia?/5 lutego 1906 we wsi Stołpowo w guberni moskiewskiej, zm. 6 lutego 1986 w Moskwie) – radziecki dowódca wojskowy, polityk, działacz partyjny.

## Życiorys
Od 1926 sekretarz gminnego komitetu Komsomołu, kierownik wydziału powiatowego komitetu Komsomołu, od 1926 członek WKP(b), 1927 słuchacz fakultetu robotniczego w Tambowie, później sekretarz komitetu WKP(b) szkoły lotniczej, następnie fabryki. Do 1932 instruktor Wydziału Organizacyjnego Komitetu Wykonawczego Rady Miejskiej Moskwy, następnie w Armii Czerwonej, od grudnia 1932 do marca 1933 słuchacz kursów wojskowo-politycznych przy szkole lotników wojskowych w Borisoglebsku, od marca 1933 do października 1934 instruktor Wydziału Politycznego Szkoły Lotniczej w Jejsku. Od października 1934 do stycznia 1938 studiował na Wydziale Lotniczym Akademii Wojskowo-Politycznej im. Lenina, od stycznia do listopada 1938 był szefem Wydziału ds. Pracy Wśród Komsomolców Zarządu Politycznego Armii Czerwonej, a od 22 listopada 1938 do marca 1939 sekretarzem KC Komsomołu, następnie służył w Marynarce Wojennej. Od marca 1939 do lutego 1947 członek Rady Wojskowej Floty Pacyficznej, od 28 marca 1939 w stopniu komisarza dywizyjnego, od 8 sierpnia 1940 komisarza korpusowego, od 31 grudnia 1942 generała porucznika, a od 31 maja 1944 generała porucznika służby nadbrzeżnej. Od 21 marca 1939 do 5 października 1952 członek KC WKP(b), od lutego 1947 do listopada 1948 zastępca dowódcy 5 Floty ds. politycznych, od grudnia 1948 do marca 1950 studiował w Wyższej Akademii Wojskowej im. Woroszyłowa, od lipca 1950 do 5 marca 1953 szef Głównego Zarządu Politycznego Marynarki Wojennej ZSRR i jednocześnie członek Głównej Rady Wojskowej Ministerstwa Wojskowo-Morskiego ZSRR i od 1951 do 15 marca 1953 wiceminister Marynarki Wojennej ZSRR, 27 stycznia 1951 mianowany admirałem. Od 14 października 1952 do 14 lutego 1956 zastępca członka KC KPZR, od 18 października 1952 do 5 marca 1953 członek Stałej Komisji ds. Zagadnień Obrony przy Prezydium KC KPZR, od marca 1953 do maja 1954 zastępca szefa Głównego Zarządu Kadr Ministerstwa Obrony ZSRR, od maja 1954 do marca 1956 zastępca szefa Głównego Zarządu Politycznego Sił Zbrojnych ZSRR, 13 lutego 1956 zdegradowany do stopnia kontradmirała. Od maja 1956 do sierpnia 1957 szef Zarządu Politycznego Floty Północnej, od sierpnia 1957 do marca 1959 członek grupy naukowo-badawczej przy Naczelnym Dowództwie Marynarki Wojennej ZSRR i Grupy nr 4 przy Sztabie Generalnym Sił Zbrojnych ZSRR, od marca 1959 do października 1969 zastępca szefa Wojskowo-Morskich Instytucji Edukacyjnych Marynarki Wojennej ZSRR, od 7 maja 1960 wiceadmirał, a od 7 maja 1966 ponownie admirał, w styczniu 1970 zwolniony do rezerwy.
Pochowany na Cmentarzu Nowodziewiczym.

## Odznaczenia
- Order Lenina (1945)
- Order Rewolucji Październikowej (1976)
- Order Czerwonego Sztandaru (1952)
- Order Wojny Ojczyźnianej I klasy (1985)
- Order Uszakowa I klasy (14 września 1945)
- Order Czerwonej Gwiazdy (trzykrotnie - 1943, 1947 i 1986)
- Order „Znak Honoru” (1938)